# Somerset megye (Maine)
Somerset megye az Amerikai Egyesült Államokban, azon belül Maine államban található. Megyeszékhelye és legnagyobb városa Skowhegan. Lakosainak száma 50 477 fő (2020. április 1.). Somerset megye Piscataquis, Kennebec, Les Etchemins, Aroostook, Penobscot, Waldo, Franklin, Le Granit, Beauce-Sartigan és Montmagny megyékkel határos.

## Népesség
A megye népességének változása:
| Lakosok száma | 52 217 | 51 859 | 51 824 | 51 706 | 51 113 | 50 477 |
|               | 2010   | 2011   | 2012   | 2013   | 2015   | 2020   |